# Naviglio di Parma
 (mars 2023).
Si vous disposez d'ouvrages ou d'articles de référence ou si vous connaissez des sites web de qualité traitant du thème abordé ici, merci de compléter l'article en donnant les références utiles à sa vérifiabilité et en les liant à la section « Notes et références ».
Le Naviglio di Parma était un canal artificiel, construit au XVe siècle dans le nord-est de l'Italie, en Émilie-Romagne (commune de Parme, dans la province du même nom).

## Histoire
En 1455, Bertola da Novate, ingénieur hydraulicien, spécialiste dans la construction des canaux et navugli (canaux navigables) est chargé par Francesco Sforza de la mise en œuvre du Naviglio di Parma. Toujours à l’époque médiévale, suivant les antiques tracés romains, les autorités de l’époque  (seigneurs, évêques et commune de Parme) entreprirent le creusement d’un ensemble de canaux :
- le Naviglio Taro, construit par les Visconti, qui aurait dû permettre la navigation et le transport des marchandises vers Parme. Mais les eaux furent utilisées avec celles du Canale Otto Mulini (canal des huit moulins) pour actionner les nombreuses roues présentes sur la rive du fleuve.
- le Canale della Salute, creusé au XIXe siècle, pour assainir les territoires, près de Medesano, qui furent envahis par les eaux du fleuve Taro qui avait dévié son cours d’un kilomètre.

En 1922, le Naviglio di Parma fut le théâtre d’un violent affrontement entre les « Arditi », partisans anti-fascistes et les fascistes.

## Aujourd’hui
Entièrement recouvert pour permettre l’expansion urbaine, il ne subsiste, dans la campagne, que les canaux d’assainissement pour la valorisation des terres (canaux qui sont plutôt de gros fossés comme les Romains avaient l’habitude de creuser).